# ۸۱۰ (میلادی)
۸۱۰ (میلادی) هشتصد و دهمین سال تقویم میلادی است.

## درگذشتگان
‎